# La Légende du rocher coyote
Pour plus de détails, voir Fiche technique et Distribution.
La Légende du rocher coyote (The Legend of Coyote Rock) est un court-métrage d'animation américain des studios Disney avec Pluto, sorti le 24 août 1945.

## Synopsis
Pluto est chien de berger dans l'Ouest américain. Il garde un troupeau de moutons mais un coyote souhaite se nourrir. Il utilise plusieurs ruses pour tromper le chien, tel que simuler une patte cassée. La poursuite entre les deux animaux se finit au sommet d'un monticule effilé avec un rocher en forme de coyote.

## Fiche technique
- Titre original : The Legend of Coyote Rock
- Titre français : La Légende du rocher coyote
- Série : Pluto
- Réalisation : Charles A. Nichols
- Scénario : Eric Gurney
- Animation : Edwin Aardal, John Lounsbery, George Nicholas, Norman Tate
- Décors : Ray Huffine
- Layout : Karl Karpé
- Musique : Oliver Wallace
- Production : Walt Disney
- Société de production : Walt Disney Productions
- Société de distribution : RKO Radio Pictures
- Format : Couleur (Technicolor) - 1,37:1 - Son mono (RCA Sound System)
- Durée : 7 min
- Langue :  Anglais
- Pays :  États-Unis
- Dates de sortie :
  - États-Unis : 24 août 1945[1]

## Voix originales
- Pinto Colvig : Pluto
- Cactus Mack : Narrateur

## Voix françaises

### 1erdoublage (1989)
- Philippe Dumat : Narrateur

### 2edoublage (2007)
- ??? : Narrateur

## Commentaires
- Ce film marque la première apparition du coyote Bent-Tail, alors anonyme. C'est aussi la première confrontation de Pluto avec un canidé qui n'est pas un chien[2].
- Le petit mouton noir, nommé Blackie, préfigure celui du long-métrage Danny, le petit mouton noir (1948).
- Les mêmes personnages, auxquels s'adjoindra le fils de Bent-Tail, Bent-Tail Jr., seront à nouveau réunis dans Sheep Dog en 1949.

## Titre en différentes langues
- Suède : Pluto som vallhund / Prärielegenden / Prärievargens klagan

Source : IMDb